# Ruth Baderová Ginsburgová
Ruth Baderová Ginsburgová (nepřechýleně Ruth Bader Ginsburg, 15. března 1933 Brooklyn, New York – 18. září 2020 Washington, D.C.) byla americká právnička zastávající v letech 1993–2020 pozici soudkyně Nejvyššího soudu Spojených států amerických. Do této funkce ji po odchodu soudce Byrona Whitea nominoval prezident Bill Clinton. Považována byla za členku liberálního křídla Nejvyššího soudu.
V celé historii Nejvyššího soudu působila jako druhá žena v roli soudkyně, po Sandře Day O'Connorové. Po odchodu Day O'Connorové do důchodu v roce 2006 a před jmenováním Sonii Sotomayorové roku 2009, byla jedinou ženou mezi soudci Nejvyššího soudu. Během této doby přitvrdila ve svých opozičních názorech, což bylo pozorováno jak právními experty, tak i širší veřejností. Stala se však také autorkou známých většinových názorů, mj. United States v. Virginia (1996), Olmstead v. L.C. (1999), a Friends of the Earth, Inc. v. Laidlaw Environmental Services, Inc. (2000).

## Život
Narodila se jako Joan Ruth Baderová. Vyrůstala v newyorské čtvrti Brooklynu. Když byla malé dítě, zemřela jí starší sestra, a před koncem střední školy jí zemřela matka. Šla nicméně dále studovat a získala bakalářský diplom na Cornellově univerzitě. Poté, co se vdala za Martina D. Ginsburga a měla první dítě, se vrátila ke studiím – na harvardské právnické fakultě byla jednou z nemnoha studentek. Z Harvardu přešla na právnickou fakultu Kolumbijské univerzity, kde promovala jako nejlepší ve třídě. Po studiích se začala věnovat univerzitní výuce. Byla profesorkou na právnických fakultách Rutgersovy univerzity a Kolumbijské univerzity. Jako jedna z mála žen ve svém oboru se věnovala občanskému právu procesnímu.
Podstatnou část své právnické kariéry věnovala podpoře témat genderové rovnosti a ženských práv, v jejichž obhajobě vyhrála řadu sporů před Nejvyšším soudem. Jako advokátka dobrovolnicky pomáhala Americkému svazu pro občanské svobody (angl. American Civil Liberties Union – ACLU) a v 70. letech 20. století byla několik let i členkou správní rady a právní zástupkyní ACLU. V roce 1980 ji prezident Jimmy Carter nominoval do Odvolacího soudu Spojených států pro okruh Kolumbijského distriktu, kde byla soudkyní až do své nominace do Nejvyššího soudu. Ruth Bader Ginsburgová se stala veřejně známou svou bojovnou liberální opozicí v jednáních Nejvyššího soudu, kterou si dokonce zajistila místo v populární kultuře – říkalo se jí „The Notorious R.B.G.“ jako slovní hříčka na jméno brooklynského rodáka, rappera The Notorious B.I.G.
Na žádost amerického viceprezidenta Ala Gorea jej v lednu 1997 podruhé uvedla do úřadu v rámci druhé inaugurace prezidenta Billa Clintona. Stala se tak druhou ženou, která vykonala tento akt.
Zemřela v 87 letech na komplikace rakoviny slinivky ve svém domě ve Washingtonu, D.C.